# Студенников, Сергей Петрович
Сергей Петрович Студенников (род. 24 марта 1967, Левокумское, Ставропольский край) — российский бизнесмен, долларовый миллиардер. Основатель сети магазинов «Красное & Белое», совладелец компании «Меркурий Ритейл Холдинг» (сети «Красное & Белое» и «Бристоль»). По итогам 2018 года занимал 115 место в рейтинге богатейших бизнесменов России по версии Forbes с состоянием в $950 млн. В 2020 году вошёл в ТОП-100 богатейших бизнесменов России по версии Forbes с состоянием $1 млрд, заняв 97 позицию, а в 2021 году поднялся на 78 позицию с состоянием $1.8 млрд, в 2024 году занял 44 строчку в рейтинге с состоянием $3.2 млрд.
В 2025 году Сергей Студенников попал в список богатейших людей мира. Он занял 1688 строчку из 3000 с состоянием $2,1 млрд.

## Ранние годы
Родился в селе Левокумское Ставропольского края. После рождения сына, родители переехали в небольшой городок Бакал Челябинской области. Окончив школу, поступил на техническую специальность в Горно-керамический техникум города Сатка. Высшего образования не имеет.
После окончания техникума работал по специальности в горнодобывающей отрасли, затем ушёл в армию. Вернувшись со службы, переехал в Челябинск. По словам самого бизнесмена, переезд дался ему нелегко. Из-за отсутствия средств, друзей и родственных связей, зимой он пару недель жил на вокзале и работал грузчиком на рынке. Этот период он вспоминать не любит. «Я с детства мечтал быть продавцом. Мать каждый день гоняла меня за продуктами, а я завидовал: этот человек за кассой не стоял в очереди, в то время как остальные торчали тут часами», — рассказывал Студенников в интервью журналу РБК в 2019 году.

## Карьера
Свой предпринимательский путь Студенников начал в 1990-х годах с розничной продажи спиртных напитков, табачной продукции и строительных материалов.
В 2006 году открыл первый магазин спиртных напитков «Красное & Белое» в городе Копейске Челябинской области. Момент был выбран весьма удачно, так как из-за закрытия импорта в пользу введения ЕГАИСа начался дефицит алкоголя.
В октябре 2018 года сеть «Красное & Белое» состояла из 6700 магазинов и являлась «самым быстрорастущим крупным розничным продавцом» в России. «Наши магазины не алкомаркеты, а „магазины у дома“, то есть магазины в шаговой доступности. В алкомаркетах доля продаж алкоголя составляет 80-90 %, а у нас — менее четверти; все остальное — это продукты питания, напитки, товары повседневного спроса, табак. Этот формат очень востребован, это тенденция мирового и российского рынка, большинство наших конкурентов также активно стали развиваться в этом формате. Странно обвинять нас в быстром росте, если он востребован у потребителей по всему миру. В Японии, например, 100 тыс. магазинов такого формата», — сказал Сергей Студенников в интервью РБК.
В 2019 году с показателем выручки за 2018 год в 301 млрд руб. сеть «Красное & Белое» заняла 46 позицию в пятом ежегодном рейтинге «РБК-500. Крупнейшие компании России по выручке». Рост выручки от года к году составил 43 % (60 место в рейтинге 2018 года, выручка за 2017 год — 210 млрд руб.).
В сентябре 2019 года сеть «Красное & Белое» насчитывала 8141 магазин в 56 регионах России и по скорости роста выручки за последние пять лет оказалась на третьем месте среди 500 российских компаний, входящих в рейтинг «РБК-500. Крупнейшие компании России по выручке».
В 2019 году Студенников совместно с Игорем Кесаевым (владелец группы компаний «Дикси» и совладелец торговой сети «Бристоль») и Сергеем Кациевым (совладелец торговой сети «Бристоль») принимают решение об объединении торговых сетей в единого ритейлера..
В сентябре 2019 года акционеры торговых сетей группы компаний «Дикси» (магазины «Дикси», «Виктория» и уральская сеть «Мегамарт»), «Красное & Белое» и «Бристоль» завершили объединение розничного бизнеса, создав холдинговую компанию «ДКБР Мега Ритейл Групп Лимитед», которая впоследствии была переименована в Mercury Retail Group Limited. По условиям объединения, основателю торговой сети «Красное & Белое» Сергею Студенникову принадлежит 49 %, а владельцам «Дикси» и «Бристоль» — Игорю Кесаеву и Сергею Кациеву — 51 %. Слияние трех ритейлеров существенно изменило расстановку сил в продовольственной рознице. Группа компаний заняла третье место среди крупнейших ритейлеров России по версии Forbes, стала третьим крупнейшим ритейлером по итогам первой половины 2021 года в рейтинге ИД «Коммерсантъ», вошла в рейтинг «200 крупнейших частных компаний России — 2021» по версии Forbes, заняв 13 строчку, стала третьим крупнейшим частным работодателем России и третьей компанией России по размеру выручки в сфере торговли по версии РБК в рейтинге «РБК-500. Крупнейшие компании России по выручке».
В 2021 году партнёры Mercury Retail Group договорились о сделке с «Магнитом», продав 2458 магазинов «Дикси» и 39 «Мегамартов».
По словам Сергея Студенникова, данная сделка никак не отразится на работе сети «Красное & Белое», а доли акционеров Mercury Retail Group Limited сохраняются в прежней пропорции. «Партнеры Mercury Retail Group Limited решили сфокусироваться на развитии сетей „Красное & Белое“ и „Бристоль“, чтобы усилить свои позиции на рынке», — сказал Студенников.
По состоянию на конец 2021 года сеть «Красное & Белое» насчитывает 10325 магазинов в 61 регионе России.
В конце 2022 года количество магазинов сети достигло 13000 в 72 регионах страны.
В 2023 году Сергей Студенников и партнеры, владеющие кипрским холдингом Mercury Retail Group Limited, создали «Меркурий Ритейл Холдинг» в российской юрисдикции. Акционерная структура та же, что у кипрской организации: 45 % принадлежит Сергею Студенникову, 4 % — члену его семьи, 37,25 % — Игорю Кесаеву, 7,69 % — Сергею Кациеву.
По итогам 2022 года оборот Mercury Retail Group (управляет сетями «Красное & Белое» и «Бристоль») составил 993 млрд рублей.
Согласно расчетам Forbes, суммарная прибыль дочерних компаний, входящих в группу «Меркурий Ритейл Холдинг», в 2020 году равнялась 29,3 млрд рублей, в 2021-м — 42,3 млрд рублей и в 2022-м — 55,1 млрд рублей. По оценке Forbes, чистая прибыль группы «Меркурий Ритейл Холдинг» по итогам 2022 года превысила 48 млрд рублей. Это выше результата крупнейших розничных сетей — X5 Group и «Магнита». При этом оборот «Меркурий Ритейл Холдинга» в 2,5 раза меньше, чем у лидеров продуктовой розницы. Таким образом, компания вошла в топ-5 лидеров по оборотам и стала самой прибыльной розничной компанией России. Также «Красное & Белое» занял 11 строчку в рейтинге «15 крупнейших работодателей России». По данным рейтинга Forbes.ru, общее количество сотрудников сети достигло 141 тыс. человек.
В 2023 году сеть «Красное & Белое» открыла более 3,5 тыс. новых магазинов в 76 регионах страны, три склада и один офис в г. Новосибирск. «Такого не было никогда в истории нашей страны, ни одна компания не реализовывала такое количество магазинов — 4,5 тыс. Это больше, чем 10 магазинов в день, феноменальные, фантастические темпы. Формат и стратегия „Меркурий Ритейл Холдинг“ оказались выгодной и успешной для масштабирования и развития. Темп открытий сказывается также на положительной динамике объема выручки компаний — 19,7 %», — отметил Иван Федяков, основатель и глава группы компаний INFOLine, в рамках онлайн-конференции «Потребительский рынок России: ключевые вызовы 2024».
За первую половину 2023 года доля десяти ведущих FMCG-ритейлеров увеличилась с 38,5 % до 40,7 % на рынке розничных продаж Food. Такие данные привела рабочая группа INFOLine, завершившая актуализацию базы «ТОР-200 крупнейших торговых сетей FMCG России». Так, «Меркурий Ритейл Холдинг» укрепил свое влияние на 0,55 п.п. в совокупности, из которых 0,49 п.п. привнесло в актив расширение сети «Красное & Белое», уступив только X5 Group.
Компания стала одним из ведущих импортеров пива в Россию и вошла в топ-5 крупнейших импортеров вина. По данным «Коммерсанта», около 44 % импорта пива в 2023 году обеспечили «Красное & Белое», «Бристоль» и X5 Group («Пятерочка», «Перекресток»).
Сеть «Красное & Белое» ежегодно входит в Топ-50 крупнейших работодателей России. По данным рейтинга издания Forbes, общее количество сотрудников сети достигло 141 тыс. чел. Компания занимает 11 строчку.
Продукция сети «Красное & Белое» в 2023 году была отмечена отечественными и международными экспертами, вошла в рейтинг Роскачества «Винный гид России-2023», отмечена в винном гиде Wine Enthusiast и оценена известным чилийским винным гидом DescoRChados.
На конец I полугодия 2024 года сеть «Красное и Белое» вошла в Топ-5 по количеству магазинов в стране, открыв 18741 магазин в 76 регионах, и стала одним из лидеров по динамике прироста торговых площадей. Также компания заняла первое место в рейтинге информационного центра современной виноторговли Wine Retail по версии Телеграм-каналов в номинации «Лучший выбор вина в формате „Алкостор/Винный супермаркет“».
По оценке Infoline, в 2024 году сеть «Красное & Белое» нарастила выручку на рост +22,6%. На начало 2025 года сеть «КБ» объединяла 20527 магазинов в 77 регионах России.

## Состояние
По данным Forbes, состояние Сергея Студенникова составляло $450 млн в 2015 году, $400 млн в 2016 году, $550 млн в 2017 году, $850 млн в 2019 году, $1 млрд в 2020 году, $1.8 млрд в 2021 году.
В октябре 2018 года Bloomberg оценил собственный капитал Студенникова более чем в 1 миллиард долларов. Имеется гражданство Черногории.
Вошел в рейтинг журнала Forbes «200 богатейших бизнесменов России 2021», где занял 78 место с состоянием $1,8 млрд.
В 2023 году вошел в рейтинг «110 российских миллиардеров. Рейтинг Forbes — 2023» по оценкам Forbes.
По оценке Forbes в 2024 году состояние 57-летнего бизнесмена выросло на 113 %, до $3,2 млрд. Сергей Студенников стал единственным миллиардером в России, чье состояние выросло более чем вдвое. Он вошел в ежегодный рейтинг богатейших бизнесменов мира по версии Forbes. В этом же году супруга Студенникова Елена Соболева попала в десятку богатейших self-made-женщин России, ее состояние оценили в 250 миллионов долларов.
По итогам 2024 года Студенников вошел в Топ 125 миллиардеров России, заняв 44 строчку.